# Силикаты (минералы)

Схемы расположения кремния и кислорода в силикатах

Силикаты и алюмосиликаты представляют собой обширную группу минералов. Для них характерен сложный химический состав и изоморфные замещения одних элементов и комплексов элементов другими. Главными химическими элементами, входящими в состав силикатов, являются Si, O, Al, Fe2+, Fe3+, Mg, Mn, Ca, Na, K, а также Li, B, Be, Zr, Ti, F, H, в виде (OH)− или H2O и другие.
Общее количество минеральных видов силикатов около 800. По распространённости на их долю приходится более 90 % минералов литосферы. Силикаты и алюмосиликаты являются породообразующими минералами. Из них сложена основная масса горных пород: полевые шпаты, кварц, слюды, роговые обманки, пироксены, оливин и другие. Самыми распространёнными являются минералы группы полевых шпатов и затем кварц, на долю которого приходится около 12 % от всех минералов.

## Структурные типы силикатов
В основе структурного строения всех силикатов лежит тесная связь кремния и кислорода; эта связь исходит из кристаллохимического принципа, а именно из отношения радиусов ионов Si (0,39 Å) и O (1,32 Å). Каждый атом кремния окружён тетраэдрически расположенными вокруг него атомами кислорода. Таким образом, в основе всех силикатов находятся кислородные тетраэдры или группы [SiO4]3, которые различно сочетаются друг с другом. В зависимости от того, как сочетаются между собой кремнекислородные тетраэдры, различают следующие структурные типы силикатов.
1. Островные силикаты, то есть силикаты с изолированными тетраэдрами [SiO4]4− и изолированными группами тетраэдров[4][5]:
  - а) силикаты с изолированными кремнекислородными тетраэдрами (см. схему, а). Их радикал [SiO4]4−, так как каждый из четырёх кислородов имеет одну валентность. Между собой эти тетраэдры непосредственно не связаны, связь происходит через катионы;
  - б) Островные силикаты с добавочными анионами О2−, ОН−, F− и другие.
  - в) Силикаты со сдвоенными тетраэдрами. Отличаются обособленными парами кремнекислородных тетраэдров [Si2O7]6−. Один из атомов кислорода у них общий (см. Схему, б), остальные связаны с катионами.
  - г) Кольцевые силикаты. Характеризуются обособлением трёх, четырёх или шести групп кремнекислородных тетраэдров, образующих кроме простых колец (см. Схему в, г), также и «двухэтажные». Радикалы их [Si3O9]6−, [Si4O12]8−, [Si6O18]2−, [Si12O36]24−. Представители: оливины, гранаты, циркон, титанит, топаз, дистен, андалузит, ставролит, везувиан, каламин, эпидот, цоизит, ортит, родонит, берилл, кордиерит, турмалин и другие.
2. Цепочечные (цепочные) силикаты, силикаты с непрерывными цепочками из кремнекислородных тетраэдров (см. Схему, д, е). Тетраэдры сочленяются в виде непрерывных обособленных цепочек. Их радикалы [Si2O6]4− и [Si3O9]6−. Представители: пироксены ромбические (энстатит, гиперстен) и моноклинные (жадеит, диопсид, салит, геденбергит, авгит, эгирин, сподумен, волластонит, силлиманит). Цепочечные силикаты характеризуются средними плотностью и твердостью и совершенной спайностью по граням призмы. Встречаются в магматических и метаморфических горных породах.
3. Поясные (ленточные) силикаты — это силикаты с непрерывными обособленными лентами или поясами из кремнекислородных тетраэдров (см. Схему, ж). Они имеют вид сдвоенных, не связанных друг с другом цепочек, лент или поясов. Радикал структуры [Si4O11]6−. Представители: тремолит, актинолит, роговая обманка.
4. Листовые силикаты — это силикаты с непрерывными слоями кремнекислородных тетраэдров. (см. Схему, з). Радикал структуры [Si2O5]2−. Слои кремнекислородных тетраэдров обособлены друг от друга и связаны катионами. Представители: тальк, серпентин, хризотил-асбест, ревдинскит, палыгорскит, слюды (мусковит, флогопит, биотит), гидрослюды (вермикулит, глауконит), хлориты (пеннит, клинохлор и др), минералы глин (каолинит, хризоколла, гарниерит и др.), мурманит.
5. Силикаты с непрерывными трёхмерными каркасами, или каркасные силикаты (см. Схему, и). В этом случае все атомы кислорода общие. Такой каркас нейтрален. Радикал [SiO2]0. Именно такой каркас отвечает структуре кварца. На этом основании его относят не к окислам, а к силикатам. Разнообразие каркасных силикатов объясняется тем, что в них присутствуют алюмокислородные тетраэдры. Замена четырёхвалентного кремния на трехвалентный алюминий вызывает появление одной свободной валентности, что в свою очередь влечет за собой вхождение других катионов (например калия и натрия). Обычно отношение Al к Si равно 1:3 или 1:1.

## Зависимость облика и свойств от структуры
Силикаты, структура которых представлена обособленными кремнекислородными тетраэдрами, имеют изометрический облик (гранаты); гексагональный берилл имеет обособленные шестерные кольца кремнекислородных тетраэдров; силикаты цепочечной и поясной структур обычно вытянуты (амфиболы, пироксены). Особенно наглядны в этом отношении листовые силикаты (слюды, тальк, хлориты). Слои кремнекислородных тетраэдров являются очень прочными, а их связи друг с другом через катионы менее прочная. Расщепить их легко вдоль слоёв. Этим вызывается их спайность и листоватый облик.

## Полезные ископаемые
Силикаты — важные неметаллические полезные ископаемые: асбест, тальк, слюды, каолин, керамическое и огнеупорное сырьё, строительные материалы. Они также являются рудами на бериллий, литий, цезий, цирконий, никель, цинк и редкие земли. Кроме того, они широко известны как драгоценные и поделочные камни: изумруд, аквамарин, топаз, нефрит, родонит и др.

## Происхождение (генезис)
Эндогенное, главным образом магматическое (пироксены, полевые шпаты). Силикаты также характерны для пегматитов (слюды, турмалин, берилл и др.) и скарнов (гранаты, волластонит). Широко распространены в метаморфических породах — сланцах и гнейсах (гранаты, дистен, хлорит). Силикаты экзогенного происхождения представляют собой продукты выветривания или изменения первичных (эндогенных) минералов (каолинит, глауконит, хризоколла).